# Asesinos (película)
Asesinos es una película estadounidense de acción y suspenso de 1995, dirigida por Richard Donner y protagonizada por Sylvester Stallone, Antonio Banderas y Julianne Moore en los papeles principales.  Esta película fue filmada en Estados Unidos y San Juan, Puerto Rico.

## Trama
Robert Rath (Sylvester Stallone) es un metódico y experimentado asesino a sueldo profesional que después de una vida de trabajo no busca nada más que salirse del “negocio”, agobiado por el recuerdo de asesinar años atrás a su amigo y mentor Nicolai. Rath tiene asignada la misión de matar a un importante jefe del crimen organizado cuando otro asesino llega al “blanco” (el objetivo) antes que él. El rival resulta ser Miguel Bain (Antonio Banderas), un hábil asesino sin escrúpulos. Ahora Rath trata de averiguar quién envió a Bain, cuando su contratista le ofrece un último trabajo que económicamente podría permitir que se retire: asesinar a cuatro compradores neerlandeses y un pirata informático llamado Electra (Julianne Moore), así como recuperar un disco que contiene valiosa información. 
El problema es que misteriosamente Bain es asignado para matar a Electra también. Bain llega a la escena antes que Rath y cumple uno de los objetivos, matar a los cuatro compradores neerlandeses. Rath llega antes a Electra, pero por primera vez tiene un cambio de instinto y le perdona la vida, llevándola consigo a ella y al disco. Al momento de recolectar su "pago", Rath descubre que su contratista lo traiciona poniendo una bomba en el portafolio donde debía haber dinero. Después de sobrevivir al atentado, Rath encuentra en Electra a su único aliado real y descubre que Bain anda tras él, que se ha convertido en un “blanco” y que alguien que pudiera ser un viejo amigo del pasado lo quiere ver muerto.

## Reparto
| Personaje                       | Actor original     | Actor de doblaje        | Actor de doblaje     |
| ------------------------------- | ------------------ | ----------------------- | -------------------- |
| Robert Rath                     | Sylvester Stallone | Eduardo Liñán           | Juan Carlos Gustems  |
| Miguel Bain                     | Antonio Banderas   | Antonio Banderas        | Antonio Banderas     |
| Electra                         | Julianne Moore     | Marina Huerta           | Alba Sola            |
| Nicolai Tashlinkov              | Anatoli Davydov    | Miguel Ángel Ghigliazza | Camilo García        |
| Ketcham                         | Muse Watson        | ¿?                      | Claudi García        |
| Alan Branch                     | Steve Kahan        | ¿?                      | ¿?                   |
| Jereme Kyle                     | Mark Coates        | ¿?                      | ¿?                   |
| Jennifer                        | Kelly Rowan        | ¿?                      | ¿?                   |
| Remy                            | Kai Wulff          | César Arias             | Antonio García Moral |
| Gerente del Banco Internacional | Axel Anderson      | Esteban Siller          | ¿?                   |

## Comentarios
Sean Connery, Michael Douglas y Arnold Schwarzenegger fueron considerados para el papel de Robert Rath. Woody Harrelson y Tom Cruise fueron considerados para la parte de Miguel Bain; Christian Slater rechazó el papel.
La película contó con un presupuesto de $50 millones de dólares. Fue rodada enteramente en Seattle, Washington, excepto la escena final, que está rodada en Puerto Rico. En la cinta se puede ver el desfile del Día de Muertos en las calles de San Juan. Esta tradición es mexicana, no puertorriqueña. El Edificio que aparece como el Banco Internacional en la escena final, es en realidad el Antiguo casino de Puerto Rico.
Durante la filmación de la película un camarógrafo demandó a Stallone por éste mandarle a salir del set de filmación con guardaespaldas. 
Según el camarógrafo, los guardaespaldas le maltrataron, el actor le insultó y, además, le confiscaron la cinta que había rodado, por lo que le ha puesto una demanda y le reclama más de medio millón de dólares de indemnización. Según el abogado del demandante, la razón de esta actitud agresiva que el actor niega categóricamente fue que el camarógrafo filmó a Stallone hablando con una chica durante un descanso en el rodaje, lo que, al parecer, molestó a Stallone.
Éste no fue el único enfrentamiento con la prensa local y varios fotógrafos tuvieron altercados con el personal de seguridad, que les impidió realizar su trabajo.
Las agresiones se extendieron, incluso, a espectadores que presenciaban la filmación de la película desde fuera de los cordones de seguridad y que intentaban llevarse unas imágenes de recuerdo en sus cámaras de video doméstico.
El personal de la película, por su parte, tampoco dio excesivas muestras de diplomacia y llegó al extremo de quejarse de los malos olores que despedían algunos restaurantes de la zona más típica de la ciudad, lo que, según ellos, interfería con el rodaje.
Esto provocó una inmediata inspección de las autoridades; ya quisiéramos nosotros que respondieran con tanta rapidez cuando los que presentamos quejas somos nosotros, señaló al respecto el propietario de uno de los restaurantes.
Así las cosas, se inició una campaña en los medios locales, sobre todo en las emisoras de radio, que abrieron sus micrófonos a todo el que quisiera opinar o tuviera alguna historia real o ficticia que contar sobre el rodaje de Asesinos.
Hubo críticas no sólo a Stallone por su actitud chulesca, sino también a la falta de respeto que supone filmar escenas de acción entre las tumbas del cementerio viejo uno de los más bellos de la isla, colgado sobre el mar, junto al Castillo del Morro o al trastorno que para la vida diaria representa el que se acotaran grandes espacios del viejo San Juan para el rodaje.
El último incidente hasta el momento se produjo el domingo por la noche en un restaurante, cuando Stallone firmó lo que creía era un autógrafo y resultó ser una notificación de la demanda judicial, entregada por una notificadora embarazada de cinco meses.
El actor, en una reacción propia de Rambo o de Rocky, le lanzó el papel a la cara a la empleada judicial y le soltó un chorro de obscenidades. Me importa un carajo que esté embarazada, le dijo a uno de los acompañantes de la notificadora, a quien le informó, también, de que les puedo arrancar el cuello a todos ustedes si me da la gana ahora mismo. 
Pocos años después de su estreno, Donner admitió que si tuviera que hacer la película de nuevo, se habría apegado más a la escritura original y cambiaría los papeles principales: que Stallone fuera el asesino sin escrúpulos y Banderas el profesional experimentado.

## Recepción
La película recibió críticas desiguales y tuvo poco éxito en la taquilla. Recaudó $30,3 millones de dólares en los Estados Unidos y $53,2 millones en el resto del mundo, siendo solamente un total de $83,5 millones de dólares contra un presupuesto de $50 millones.